# Palheiro da Terra
Palheiro da Terra es un islote a cerca de 850 metros al noroeste de la isla de Salvaje Grande (en portugués: Selvagem Grande), en las Islas Salvajes (Ilhas Selvagens), Región Autónoma de Madeira, al oeste de Portugal.